# Cacosmia (botánica)
Cacosmia es un género de plantas con flores perteneciente a la familia Asteraceae. Comprende 4 especies descritas y de estas, solo 3 aceptadas. Es originario de Sudamérica.

## Taxonomía
El género fue descrito por Carl Sigismund Kunth y publicado en Nova Genera et Species Plantarum (folio ed.) 4: 227–228. 1820[1818].

## Especies aceptadas
A continuación se brinda un listado de las especies del género Cacosmia aceptadas hasta julio de 2012, ordenadas alfabéticamente. Para cada una se indica el nombre binomial seguido del autor, abreviado según las convenciones y usos.
- Cacosmia harlingii B.Nord.
- Cacosmia hieronymi H.Rob.
- Cacosmia rugosa Kunth